# Mandubiens
Ne pas confondre avec les habitants de la commune de Mandeure, dans le Doubs, également appelés Mandubiens.
Les Mandubiens (en latin Mandubii) sont les habitants d'Alésia, oppidum assiégé par Jules César et qui ont été souvent considérés comme une fraction des Éduens, ou plus rarement des Séquanes, et dont le territoire correspond,, approximativement à l'Auxois ou à l'Avallonnais, en Côte-d'Or.

## Un peuple mentionné seulement par César?
Les seules mentions des Mandubiens se trouvent dans le livre VII de la Guerre des Gaules, correspondant à l'an 52 avant J.-C. La première note que Vercingétorix, après la déroute de sa cavalerie, s'est retiré avec ses troupes vers Alésia, « qui est la citadelle des Mandubiens » (VII, 68) : reduxit protinusque Alesiam, quod est oppidum Mandubiorum, iter facere coepit. La deuxième mention précise que les Mandubiens avaient amené une grande quantité de bétail dans Alésia (VII, 71). La troisième ajoute que les Mandubiens qui avaient reçu l'armée de Vercingétorix dans leur oppidum en sont chassés avec leurs femmes et leurs enfants (VII, 78).
Contrairement au nom de plusieurs peuples gaulois (Lingons, Parisii, Rutènes, Cadurques...), celui des Mandubiens n'a donné aucun toponyme. Il se rattacherait à une racine *mandus « poney », largement attestée dans l'onomastique gauloise.
Les Mandubiens sont les habitants de Mandeure dans le Doubs.

## Un peuple indépendant ou rattaché à ses voisins?

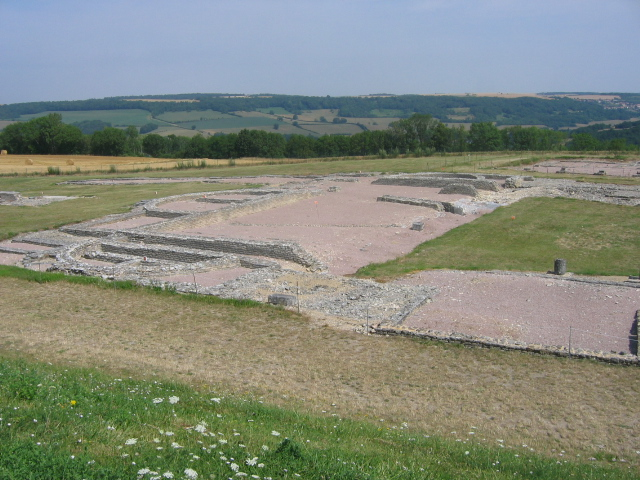
Site archéologique d'Alésia près d'Alise-Sainte-Reine.

Selon Philippe Barral la localisation des Mandubiens « ne suscite plus désormais aucune critique sérieuse ». Il clôt ainsi le débat instauré par Jérôme Carcopino, lequel situait les Mandubiens à Alise-Sainte-Reine en tant que « Séquanes de l'Ouest », ce qui permettait d'admettre le sens clair et précis des textes de Plutarque et de Dion Cassius qui, sans contredire César, situent le combat préliminaire de cavalerie chez les Séquanes en Franche-Comté. 
En revanche, il subsiste nombre d’inconnues sur le statut de ce peuple et ses rapports avec ses voisins, les Éduens et les Lingons, en particulier au Ier siècle avant notre ère. On place souvent les Mandubiens dans la dépendance éduenne, et ils sont souvent, considérés comme une fraction des Éduens située dans la région de l'Auxois,. Rien toutefois dans le texte de Cesar ne permet de faire le lien entre les Mandubiens et les autres peuples gaulois. La citadelle d'Alésia et les Mandubiens ne sont cités qu'en relation avec la bataille finale entre Vercingétorix et César, cette place se trouvant sur le chemin de repli des armées gauloises à la suite de la défaite de la cavalerie au bord d'un fleuve (à un jour de marche maximum, deux suivant l'hypothèse de Jules Toutain qui traduit altero die par « le surlendemain »).

## Le sort des Mandubiens d'après les textes anciens
En l’absence de texte plus précis que celui de Florus qui précise que « Alésia, malgré les efforts de deux cent cinquante mille Gaulois, est détruite de fond en comble », les analyses historiques ne peuvent se baser, pour répondre à la question, que sur la répartition et la typologie du matériel archéologique. En effet, il ne reste aucune trace ethnologique de ce peuple, après la reddition de 52 av J.C. car selon Dion Cassius : « Vercingétorix fit sortir de la ville les enfants, les femmes et tous ceux qui étaient inutiles pour la défendre. Il espérait que cette multitude serait épargnée par les Romains, qui voudraient la faire prisonnière, ou bien que les subsistances qu'elle aurait consommées serviraient à nourrir les autres plus longtemps ; mais il fut trompé dans son attente. César n'avait pas assez de vivres pour en donner à des étrangers : il pensait d'ailleurs que toute cette foule, repoussée dans ses foyers (il ne doutait pas qu'elle n'y fût reçue), rendrait la disette plus terrible, et il lui ferma son camp. Placée entre la ville et les Romains, et ne trouvant de refuge d'aucun côté, elle périt misérablement ». César lui-même dit qu'il a ordonné de ne pas recevoir dans les lignes romaines les Mandubiens expulsés, alors qu'ils suppliaient les Romains de les recevoir comme esclaves et de les nourrir. Pour le reste des hommes et des combattants, il indique :  « Il (= César) met à part les prisonniers héduens et arvernes, pensant essayer de se servir d'eux pour regagner ces peuples, et il distribue les autres à l'armée entière, à titre de butin, à raison d'un par tête ».

## Le sort des Mandubiens après l'indépendance
À partir de l’analyse des monnaies trouvées sur le site archéologique d'Alésia à Alise-Sainte-Reine, Jean-Baptiste Colbert de Beaulieu supposa que les Mandubiens dépendaient des Lingons. Son analyse fut établie par la présence de deniers de Kaletedu à Alise car on les attribuait au monnayage Lingon,. Cette attribution a toutefois été remise en question et pour Philippe Barral « rien ne permet à l’heure actuelle, dans la numismatique alisienne, d’affirmer que les Mandubiens se trouvaient dans l’orbite de l’un plutôt que de l’autre grand peuple de la zone bourguignonne, avant la conquête ». La région présente aussi un faciès céramique particulier, visible dès le IIe siècle avant notre ère dans l’oppidum d’Alise. L’originalité de la céramique mandubienne plaide donc pour une « relative indépendance, sinon politique, tout au moins économique et culturelle ».
À partir du règne d’Auguste, le statut des Mandubiens semble plus clair, et on considère en général comme acquis le rattachement de leur territoire situé sur le Mont Auxois à la cité des Lingons lors de l’organisation des Trois Gaules au plus tard. La culture matérielle de l’Auxois se rapproche des productions des Lingons à partir du milieu du Ier siècle avant notre ère. Les Mandubiens ne sont plus une cité autonome mais un pagus. Toutefois, Monique Dondin-Payre a attiré l’attention des chercheurs sur la fragilité des témoignages épigraphiques sur lesquels on se base pour affirmer que les Mandubiens constituaient un pagus et considère qu'ils formaient une cité indépendante. Le dossier épigraphique des Mandubiens est en effet « problématique car il rassemble des inscriptions soit fragmentaires […], soit difficiles à localiser ».
Par la suite les Mandubiens sont détachés de la cité des Lingons et rattachés au territoire des Éduens. La date de transfert n’est pas connue avec certitude. Philippe Barral la situe dans les années qui suivent la mort de Néron, et en fait une conséquence de la rébellion des Lingons en 68-69 mais pour Jacky Bénard elle est plus tardive et le transfert a pu avoir lieu au Bas-Empire.

## Référence actuelle
Créée en 2001, la mandubienne est une bière locale produite dans une microbrasserie installée à Bretenière en Côte-d'Or.